# Cataulacus mckeyi
Cataulacus mckeyi é uma espécie de formiga do gênero Cataulacus, pertencente à subfamília Myrmicinae.